# Gladiolus bilineatus
Gladiolus bilineatus är en irisväxtart som beskrevs av Gwendoline Joyce Lewis. Gladiolus bilineatus ingår i släktet sabelliljor, och familjen irisväxter. Inga underarter finns listade i Catalogue of Life.